# Starstruck (TV-serie)
Starstruck är en brittisk komediserie från 2021 som hade premiär den 25 april 2021. Serien är skapad av Rose Matafeo, som även skrivit manus tillsammans med Alice Snedden. För regin har Karen Maine svarat. Såväl första som andra säsongen bestod av sex avsnitt. Serien har blivit förnyad med en tredje säsong som har premiär på HBO Max den 11 november 2023.

## Handling
Serien kretsar kring Jessie, en kvinna ursprungligen från Nya Zeeland men som nu bor och arbetar i London. Hon arbetar dels på bio och dels som barnflicka. Morgonen efter ett engångsligg upptäcker hon att den som hon haft sex med är en känd filmstjärna.

## Rollista i urval
- Rose Matafeo - Jessie
- Nikesh Patel - Tom Kapoor
- Emma Sidi - Kate
- Minnie Driver - Cath
- Al Roberts - Ian
- Lola-Rose Maxwell - Sarah
- Ambreen Razia - Shivani
- Nic Sampson - Steve